# 585
585 (DLXXXV) je bilo navadno leto, ki se je po julijanskem koledarju začelo na ponedeljek.

## Dogodki
- 1. januar

## Rojstva
- Teodebert II., kralj Avstrazije (* 612)

## Smrti
- Kasiodor, rimski učenjak, zgodovinar, državnik, duhovnik, pisec (* 490) (približni datum)